# Улица Айтеке би (Атырау)
Улица Айтеке би (каз. Әйтеке би көшесі) — одна из главных улиц исторического района Старый Гурьев в центральной части казахстанского города Атырау, образует его восточную границу, а также основную часть прогулочной набережной реки Урал на Самарской стороне. Улица проходит через кварталы сохранившейся дореволюционной застройки, на ней расположено несколько памятников архитектуры.

## География
Улица состоит из нескольких участков, не связанных с другом. Дома пронумерованы по направлению движения с севера на юг. Первый участок начинается у реки Урал и ограничен улицей Афанасьева и проспектом Бейбарыса, который улица Айтеке би не пересекает. За проспектом начинается второй участок, идущий параллельно течению реки и пересекающий улицы Алиева, Казирета, Досмухамедова, Жансугурова и Шевченко. От улицы Жарбосынова до проспекта Сатпаева улица Айтеке би не имеет проезжей части и продолжается в виде пешеходного участка набережной. Еще один боковой отрезок улицы отходит на восток и северо-восток от основной проезжей части между улицами Досмухамедова и Жансугурова. За проспектом Сатпаева расположена южная оконечность проезжей части улицы, проходящая вдоль Молодёжного парка.

## История
В советские годы улица носила имя грузинского революционера Серго Орджоникидзе. и была одной из главных в уездном городе Гурьеве. В период независимости Казахстана была переименована в честь казахского бия Айтеке-би Байбекулы (точный год переименования не установлен).

## Застройка
- дом 24 — здание училища Уральского казачьего войска
- дом 27 — одноэтажное кирпичное здание (конец XIX в. — начало XX в.)[4]
- дом 39 —  памятник архитектуры здание ресторана «Урал» (конец XIX в. — начало XX в.)[5]
- дом 77 —  памятник архитектуры Дом Советов (1982, архитектор З. И. Азгур)[5]

## Транспорт
По улице Айтеке би движения городского общественного транспорта нет. Ближайшие автобусные остановки расположены на перпендикулярных проспектах Бейбарыса и Сатпаева и на параллельной улице Пушкина.